# Четвърти гвардейски пехотен полк
Четвърти гвардейски пехотен полк“ е полк, създаден за участие във Втората световна война.

## История
Създаден е след 9 септември 1944 г. от партизани от Войнишката партизанска бригада „Георги Димитров“, партизански отряд „Димитър Каляшки“ и от доброволци. За негов командир е назначен дезертиралия с дружината си преди това Атанас Русев с чин полковник. Участва в първата фаза на българското участие във Втората световна война..